# Бейли, Ирвинг Видмер
И́рвинг Ви́дмер Бе́йли (англ. Irving Widmer Bailey, 15 августа 1884, Тилтон, Нью-Гэмпшир — 16 мая 1967, Кембридж, Массачусетс, США) — американский ботаник.

## Биография
Родился Ирвинг Бейли 15 августа 1884 года в Тилтоне. В 1907 году окончил Гарвардский университет. В 1909 Ирвинг Бейли становится преподавателем ботаники данного университета, отработав в нём 51 год, при этом с 1927 года также был профессором анатомии растений.
Скончался 16 мая 1967 года в Кембридже.

## Научные работы
Основные научные работы посвящены эволюции анатомических структур.
- Выяснил закономерности филогенетической анатомии древесины (ксилемы).
- На основании изучения трахеид, сосудов и волокон вторичной древесины стебля большого числа современных и ископаемых растений пришёл к выводу о том, что строение древесины зависит от длины этих элементов. Автор первой работы по данному вопросу.
- 1946 — возглавлял проводимые в США исследования по морфологии растений.
- Впервые применил корреляционно-статистический метод в филогенетической анатомии растений.

## Членство в научных обществах
- Член Академии США искусств и наук.
- Вице-президент Академии США искусств и наук (1947—49).
- Член многих научных обществ.